# I viaggi della strega - The Journey of Elaina
I viaggi della strega - The Journey of Elaina (魔女の旅々?, Majo no tabitabi, lett. "I viaggi della strega") è una serie di light novel scritta da Jōgi Shiraishi e illustrata da Azure, edita dall'etichetta GA Novel di SB Creative dal 15 aprile 2016. Un adattamento manga, disegnato da Itsuki Nanao, è stato serializzato da novembre 2018 a marzo 2024, mentre un adattamento anime, prodotto da C2C, è stato trasmesso in Giappone dal 2 ottobre al 18 dicembre 2020.

## Trama
Elaina è una strega che da tanto tempo sta viaggiando alla scoperta del mondo. Lungo il suo cammino esplora un'ampia varietà di luoghi e incontra tante persone. Visita un paese dove sono ammessi solo i maghi e le streghe, incontra un gigante e una principessa rimasta sola nella sua città in rovina. Incontro dopo incontro, Elaina diventerà parte della storia della vita delle sue nuove conoscenze e la sua visione del mondo si espanderà sempre di più.

## Personaggi
Elaina (イレイナ?, Ireina)
Doppiata da: Kaede Hondo
È la protagonista. Dopo aver letto le storie sulle avventure di una strega di nome Niké, Elaina ha deciso di diventare una strega come lei in modo da poter viaggiare per il mondo. Si è diplomata alla accademia delle streghe a soli 14 anni e dopo un anno è diventata una strega a tutti gli effetti.
Fran (フラン?, Furan)
Doppiata da: Kana Hanazawa
Mentore di Elaina, ama le farfalle e la natura. Il suo atteggiamento volubile e rilassato è una maschera dietro la quale nasconde il suo incredibile potere e la grande conoscenza di molti tipi di magia. Ha cercato di insegnare a Elaina a difendersi da sola prima di iniziare ufficialmente il suo addestramento da strega.
Saya (サヤ?, Saya)
Doppiata da: Tomoyo Kurosawa
Un'apprendista strega proveniente da una terra orientale. Contando sul sostegno di altri, ha rubato di nascosto la spilla da strega di Elaina e le ha offerto un camera in una locanda nel tentativo di costringerla a restare con lei. Alla fine, però, Elaina la scopre e le insegna ad avere più fiducia in se stessa. In seguito diventa una strega a tutti gli effetti, assumendo il titolo di "Strega del Carbone" per corrispondere a Elaina, e inizia a lavorare sotto Sheila presso l'Associazione dei Maghi Uniti. Saya è innamorata di Elaina e spesso ha difficoltà a separarsi da lei quando si incontrano.
Sheila (シーラ?, Shīra)
Doppiata da: Yōko Hikasa
Conosciuta come la “Strega della Notte”, è un membro dell'Associazione dei Maghi Uniti, che indaga sull'uso improprio della magia, nonché mentore di Saya e Mina. Insieme a Fran, è stata un'ex apprendista di Niké. Sebbene Sheila possa risultare scortese, prende il suo lavoro molto seriamente.
Mina (ミナ?)
Doppiata da: Minami Takahashi
Sorella minore di Saya. Sebbene appaia severa e distaccata, in realtà ha un complesso per la sorella nei confronti di Saya. È stata separata da Saya quando ha iniziato a lavorare sotto Sheila all'Associazione dei Maghi Uniti, dopo essere diventata una strega a tutti gli effetti mentre Saya era ancora un'apprendista. È gelosa della vicinanza di Elaina a Saya e nutre un forte risentimento nei confronti della prima. Per avvicinarsi alla sorella, quando sente che il suo nome suona simile, adotta il titolo di "Strega della Fuliggine".

## Produzione
Inizialmente deluso dalla prospettiva di non diventare uno scrittore professionista, Jōgi Shiraishi ha scoperto la possibilità di autopubblicare libri attraverso il servizio Kindle di Amazon. Grazie a questa opportunità, la serie ha debuttato come e-book nel 2014. Shiraishi trae ispirazione da una varietà di storie e materiali di altri generi e formati, citando il National Geographic e l'ecologia di animali e piante come fonti per i vari Paesi e creature presenti nella sua serie. Quando sviluppa la trama, si concentra principalmente sull'ambientazione e sul mondo.
Dopo l'annuncio dell'adattamento anime della sua opera, Shiraishi ha fatto una richiesta specifica allo staff di produzione: evitare di mostrare mutandine, per ampliare la fascia d'età del pubblico.

## Media

### Light novel
La serie è scritta da Jōgi Shiraishi con le illustrazioni di Azure. Il primo volume è stato pubblicato dall'etichetta GA Novel di SB Creative il 15 aprile 2016 e al 15 marzo 2025 ne sono stati messi in vendita in tutto ventiquattro. In America del Nord i diritti sono stati acquistati da Yen Press.
Una serie di light novel spin-off intitolata Inori no kuni no Riviere (祈りの国のリリエール?, Inori no kuni no Ririēru, lett. "Riviere della Terra della Preghiera") ha iniziato la pubblicazione il 14 gennaio 2022. Tre volumi sono stati pubblicati al 15 giugno 2023. In America del Nord i diritti dello spin-off sono stati acquistati da Yen Press.
| I viaggi della strega - The Journey of Elaina (24 volumi) |                                             |                                                                                          |
| 1                                                         | 15 aprile 2016                              | ISBN 978-4-7973-8435-2                                                                   |
| 2                                                         | 15 luglio 2016                              | ISBN 978-4-7973-8816-9                                                                   |
| 3                                                         | 15 dicembre 2016                            | ISBN 978-4-7973-8924-1                                                                   |
| 4                                                         | 15 luglio 2017                              | ISBN 978-4-7973-9286-9                                                                   |
| 5                                                         | 15 novembre 2017                            | ISBN 978-4-7973-9399-6                                                                   |
| 6                                                         | 15 marzo 2018                               | ISBN 978-4-7973-9565-5                                                                   |
| 7                                                         | 14 luglio 2018                              | ISBN 978-4-7973-9613-3                                                                   |
| 8                                                         | 15 novembre 2018 (ed. regolare & limitata)  | ISBN 978-4-7973-9715-4 (ed. regolare) ISBN 978-4-7973-9612-6 (ed. limitata con drama-CD) |
| 9                                                         | 15 aprile 2019                              | ISBN 978-4-8156-0099-0                                                                   |
| 10                                                        | 9 agosto 2019 (ed. regolare & limitata)     | ISBN 978-4-8156-0170-6 (ed. regolare) ISBN 978-4-8156-0171-3 (ed. limitata con drama-CD) |
| 11                                                        | 14 novembre 2019                            | ISBN 978-4-8156-0374-8                                                                   |
| 12                                                        | 14 aprile 2020 (ed. regolare & speciale)    | ISBN 978-4-8156-0377-9 (ed. regolare) ISBN 978-4-8156-0376-2 (ed. speciale con drama-CD) |
| 13                                                        | 14 luglio 2020 (ed. regolare & speciale)    | ISBN 978-4-8156-0486-8 (ed. regolare) ISBN 978-4-8156-0485-1 (ed. speciale)              |
| 14                                                        | 14 ottobre 2020 (ed. regolare & limitata)   | ISBN 978-4-81-560488-2 (ed. regolare) ISBN 978-4-81-560487-5 (ed. limitata con drama-CD) |
| 15                                                        | 10 dicembre 2020                            | ISBN 978-4-81-560797-5                                                                   |
| 16                                                        | 12 marzo 2021 (ed. regolare & speciale)     | ISBN 978-4-81-560829-3 (ed. regolare) ISBN 978-4-81-560828-6 (ed. speciale)              |
| 17                                                        | 14 luglio 2021 (ed. regolare & limitata)    | ISBN 978-4-8156-0831-6 (ed. regolare) ISBN 978-4-81-560830-9 (ed. limitata con drama-CD) |
| 18                                                        | 14 gennaio 2022 (ed. regolare & limitata)   | ISBN 978-4-8156-1027-2 (ed. regolare) ISBN 978-4-8156-1368-6 (ed. limitata)              |
| 19                                                        | 14 settembre 2022 (ed. regolare & limitata) | ISBN 978-4-8156-1543-7 (ed. regolare) ISBN 978-4-8156-1542-0 (ed. limitata con drama-CD) |
| 20                                                        | 15 marzo 2023 (ed. regolare & limitata)     | ISBN 978-4-8156-1704-2 (ed. regolare) ISBN 978-4-8156-1703-5 (ed. limitata)              |
| 21                                                        | 14 ottobre 2023 (ed. regolare & limitata)   | ISBN 978-4-8156-1972-5 (ed. regolare) ISBN 978-4-8156-1971-8 (ed. limitata con drama-CD) |
| 22                                                        | 15 marzo 2024 (ed. regolare & limitata)     | ISBN 978-4-8156-1973-2 (ed. regolare) ISBN 978-4-8156-2487-3 (ed. limitata con drama-CD) |
| 23                                                        | 13 ottobre 2024 (ed. regolare & limitata)   | ISBN 978-4-8156-2576-4 (ed. regolare) ISBN 978-4-8156-2597-9 (ed. limitata con drama-CD) |
| 24                                                        | 15 marzo 2025 (ed. regolare & limitata)     | ISBN 978-4-8156-2579-5 (ed. regolare) ISBN 978-4-8156-3112-3 (ed. limitata con drama-CD) |
| Inori no kuni no Riviere (3 volumi)                       |                                             |                                                                                          |
| 1                                                         | 14 gennaio 2022                             | ISBN 978-4-8156-1068-5                                                                   |
| 2                                                         | 14 giugno 2022                              | ISBN 978-4-8156-1554-3                                                                   |
| 3                                                         | 15 giugno 2023                              | ISBN 978-4-8156-1899-5                                                                   |

### Manga

Copertina del primo volume dell'edizione italiana del manga, raffigurante la protagonista Elaina

La serializzazione di un adattamento manga, disegnato da Itsuki Nanao, è avvenuta sull'app Manga UP! di Square Enix dal 29 novembre 2018 al 28 marzo 2024. Sei volumi tankōbon sono stati pubblicati tra il 12 aprile 2019 e il 5 luglio 2024. In America del Nord i diritti sono stati acquistati da Yen Press.
In Italia la serie è stata annunciata da Panini Comics che l'ha pubblicata sotto l'etichetta Planet Manga dal 17 giugno 2021 al 28 novembre 2024.
Un adattamento manga della light novel spin-off Inori no kuni no Riviere è stato serializzato sul sito web Piccoma sotto l'etichetta GA Comic di SB Creative dal 17 dicembre 2021 al 26 gennaio 2024
. I capitoli sono stati raccolti in tre volumi tankōbon pubblicati tra l'11 agosto 2022 e il 15 marzo 2024. In America del Nord i diritti sono stati acquistati da Yen Press.

#### Volumi
| I viaggi della strega - The Journey of Elaina (6 volumi) | |                        |                  |                        |
| 1                                                        | 12 aprile 2019 | ISBN 978-4-7575-6093-2 | 17 giugno 2021   | ISBN 978-88-287-6030-6 |
| 1                                                        | Capitoli - 1. Il paese della magia (魔法使いの国?, Mahō tsukai no kuni) - 2. Il paese dei fiori (花の国?, Hana no kuni) - 3. Raccolta fondi (資金調達?, Shikin chōtatsu) - 4. L'apprendista strega Elaina (魔女見習いイレイナ?, Majo minarai Ireina) - Racconto inedito. Se dovessi finire su un'isola deserta, cosa porteresti con te? |                        |                  |                        |
| 2                                                        | 25 dicembre 2019 | ISBN 978-4-7575-6429-9 | 19 agosto 2021   | ISBN 978-88-287-6176-1 |
| 2                                                        | Capitoli - 5. La felicità in un barattolo (瓶詰めの幸せ?, Bindzume no shiawase) - 6. Verso una morte serena (緩やかに歩み寄る穏やかな死?, Yuruyaka ni ayumiyoru odayakana shi) - 7. La principessa del paese senza popolo (民なき国の王女?, Min naki kuni no ōjo) - 8. Celestia reale (王立セレステリア?, Ōritsu Seresuteria) - Racconto inedito. Il tempo è denaro |                        |                  |                        |
| 3                                                        | 7 dicembre 2020 | ISBN 978-4-75-756991-1 | 21 ottobre 2021  | ISBN 978-88-287-6329-1 |
| 3                                                        | Capitoli - 9. Chi insegue la principessa? (逃げる王女。追うのは誰か?, Nigeru ōjo. Ou no wa dare ka) - 10. Finché non si scioglie la neve (雪が解けるまでに?, Yuki ga tokeru made ni) - 11. Non solo ruderi (廃墟に蔓延る?, Haikyo ni habikoru) - Racconto inedito. Tattica per evitare l'ennesimo lavoro indesiderato |                        |                  |                        |
| 4                                                        | 7 marzo 2022 | ISBN 978-4-75-757776-3 | 23 febbraio 2023 | ISBN 978-88-287-2167-3 |
| 4                                                        | Capitoli - 12. La città dell'oblio (忘却の都?, Bōkyaku no miyako) - 13. Amnesia in viaggio senza memoria (忘却紀行のアムネシア?, Bōkyaku kikō no Amuneshia) - 14. L'ennesima mattina (繰り返す朝に…。?, Kurikaesu asa ni….) - 15. La città sepolta nel ghiaccio (街は氷に覆われて?, Machi wa kōri ni ōwa rete) - 16. Amnesia e il rimpatrio d'oblio (忘却帰郷のアムネシア?, Bōkyaku kikyō no Amuneshia) - Racconto inedito. Non vedo l'ora che arrivi domani                                                                            |                        |                  |                        |
| 5                                                        | 7 marzo 2023 | ISBN 978-4-7575-8452-5 | 31 agosto 2023   | ISBN 978-88-287-4597-6 |
| 5                                                        | Capitoli - 17. Viaggio di nozze e il giglio della felicità (新婚旅行と幸せの百合の花?, Shinkon ryokō to shiawase no yurinohana) - 18. Il giglio del ragno rosso che sboccia in solitudine (1) (孤独に咲き誇る彼岸花 (前編)?, Kodoku ni sakihokoru higanbana (zenpen)) - 19. Il giglio del ragno rosso che sboccia in solitudine (2) (孤独に咲き誇る彼岸花 (後編)?, Kodoku ni sakihokoru higanbana (kōhen)) - 20. Pioggia di polvere di stelle (1) (星屑が降る夜 (前編)?, Hoshikuzu ga furu yoru (zenpen)) - Racconto inedito. Abitudini |                        |                  |                        |
| 6                                                        | 5 luglio 2024 | ISBN 978-4-7575-9291-9 | 28 novembre 2024 | ISBN 979-12-21902-17-4 |
| 6                                                        | Capitoli - 21. Pioggia di polvere di stelle (2) (星屑が降る夜 (後編)?, Hoshikuzu ga furu yoru (kōhen)) - 22. Itinerario di viaggio (1) (旅の航路 (前編)?, Tabi no kōro (zenpen)) - 23. Itinerario di viaggio (2) (旅の航路 (中編)?, Tabi no kōro (chūhen)) - 24. Itinerario di viaggio (3) (旅の航路 (後編)?, Tabi no kōro (kōhen)) - Racconto inedito. Ripartenza |                        |                  |                        |
| Inori no kuni no Riviere (3 volumi)                      | |                        |                  |                        |
| 1                                                        | 11 agosto 2022 | ISBN 978-4-8156-1053-1 | —                | —                      |
| 2                                                        | 13 luglio 2023 | ISBN 978-4-8156-1311-2 | —                | —                      |
| 3                                                        | 15 marzo 2024 | ISBN 978-4-8156-1885-8 | —                | —                      |

### Anime
Annunciato il 19 ottobre 2019 all'evento live stream "GA FES 2019", un adattamento anime, prodotto da C2C e diretto da Toshiyuki Kubooka, è stato trasmesso in Giappone dal 2 ottobre al 18 dicembre 2020. La composizione della serie è stata affidata a Kazuyuki Fudeyasu, mentre la colonna sonora è stata composta da AstroNotes. Le sigle di apertura e chiusura sono rispettivamente Literature (リテラチュア?, Riterachua) di Reina Ueda e Haiiro no saga (灰色のサーガ?, Haiiro no sāga) di ChouCho. In Italia la serie è stata pubblicata in latecast in versione sottotitolata su Crunchyroll nel settembre 2022.
| Nº | Titolo italiano Giapponese 「Kanji」 - Rōmaji | In onda          | In onda |
| Nº | Titolo italiano Giapponese 「Kanji」 - Rōmaji | Giapponese       |         |
| 1  | Elaina, l’Apprendista Strega 「魔女見習いイレイナ」 - Majo minarai Ireina | 2 ottobre 2020   |         |
| 1  | Fin da bambina, Elaina sogna di viaggiare per il mondo e perciò decide di studiare per diventare una strega. Quando compie 14 anni, Elaina supera l'esame di stregoneria e diventa un'apprendista strega. Cerca quindi di farsi assumere come allieva da diverse streghe del paese di Robetta, ma viene respinta in ogni occasione. In seguito, Elaina sente i suoi genitori parlare della "Strega della Polvere di Stelle" che vive nella foresta. Il giorno dopo, Elaina si dirige nella foresta e fa la conoscenza della Strega della Polvere di Stelle, che si chiama Fran; quest'ultima accetta di addestrarla. Tuttavia, per un mese, ad Elaina viene richiesto di svolgere esclusivamente faccende domestiche. Un giorno, Fran decide di mettere alla prova Elaina in una battaglia di magia, dove la sopraffà, causando in Elaina una profonda delusione. Fran la calma e rivela che i suoi genitori le hanno chiesto di insegnarle che nella vita si può anche fallire nei propri obiettivi. Data la determinazione di Elaina, Fran decide di addestrarla seriamente. Un anno dopo, Elaina diventa una strega a tutti gli effetti. Dopo aver salutato la maestra Fran e i suoi genitori, Elaina lascia la sua casa e ora viaggia da tre anni. |                  |         |
| 2  | Il Paese dei Maghi 「魔法使いの国」 - Mahōtsukai no kuni | 9 ottobre 2020   |         |
| 2  | Elaina arriva nel Paese dei Maghi, dove ha un piccolo incidente con un'altra maga. Dopo aver riparato i danni causati alle tegole dei tetti e curato la ferita della maga, Elaina cerca un alloggio, ma viene cacciata da ogni albergo che visita. Senza altre opzioni, si dirige verso una locanda fatiscente, dove incontra nuovamente Saya, la maga con cui aveva avuto l'incidente. Dopo essersi accorta di aver perso la sua spilla, Elaina e Saya iniziano a cercarla di notte, ma senza successo. Successivamente, Saya rivela a Elaina che sua sorella minore ha superato l'esame da apprendista strega e chiede a Elaina di addestrarla. Elaina accetta di aiutarla finché non ritroverà la sua spilla. Qualche giorno dopo, mentre cerca la spilla nella zona in cui ha incontrato Saya, Elaina parla con una residente e scopre cosa è realmente accaduto. La sera, chiede a Saya di restituirle la spilla. Quando Saya ammette di averla presa per far restare Elaina con lei e combattere la sua solitudine, Elaina le regala il suo cappello per non farla sentire sola. Sei mesi dopo, Elaina legge un articolo che annuncia che Saya è diventata una strega apprendista. Alla fine, Elaina esprime il desiderio di rivedere Saya quando diventerà una strega a tutti gli effetti. |                  |         |
| 3  | La ragazza bella come un fiore 「花のように可憐な彼女」 - Hana no yō ni karen'na kanojoFelicità in bottiglia 「瓶詰めの幸せ」 - Bindzume no shiawase | 16 ottobre 2020  |         |
| 3  | Mentre sorvola un campo di fiori, Elaina incontra una ragazza che le regala un bouquet e le chiede di portarlo nel prossimo regno che visiterà. All'ingresso del nuovo regno, viene fermata da una guardia che riconosce il bouquet come appartenente alla sorella scomparsa. Un'altra guardia si presenta e spiega che i fiori del bouquet sono magici e ipnotizzano le persone, portandole dove questi fiori sbocciano e diventando nutrimento per loro. Il giorno seguente, Elaina torna dalla ragazza che le ha dato il bouquet e scopre con orrore che si è trasformata in una pianta. Inoltre, si rende conto che anche il fratello della ragazza sta per subire la stessa sorte. Di fronte all'impossibilità di cambiare le cose, Elaina decide di volare via con la sua scopa. Elaina incontra un mago di nome Emil, che sta raccogliendo la felicità in una bottiglia magica per una ragazza di cui è innamorato, chiamata Nino. Dopo essere stata invitata a pranzo nella sua casa, Elaina scopre che Nino è in realtà una schiava depressa e maltrattata dalla sua famiglia. Emil regala a Nino la bottiglia della felicità, ma ignora che mostrarle la felicità degli altri non fa altro che aumentarne la tristezza. Dopo questo incontro, Elaina decide di andarsene e non rivede più Nino. Riflessioni su questa esperienza la portano a comprendere che le buone intenzioni non sempre si traducono in azioni giuste per gli altri.                                                                          |                  |         |
| 4  | La principessa senza sudditi 「民なき国の王女」 - Min naki kuni no ōjo | 23 ottobre 2020  |         |
| 4  | Elaina giunge alle rovine di un regno abbandonato, l'unico abitante rimasto è la principessa amnesica Mirarose. Quest'ultima rivela che ogni notte il regno è minacciato da un mostro chiamato Javalier e che il castello rappresenta l'unico rifugio sicuro. Quando Mirarose scopre che Elaina è una strega, decide di combattere Javalier e chiede il suo aiuto per prepararsi, ottenendo così il permesso di rimanere nel castello. Durante la battaglia, Elaina si posiziona in attesa di intervenire se Mirarose avesse bisogno di supporto. Tuttavia, una volta riacquistati i suoi ricordi, Mirarose riesce a sconfiggere facilmente Javalier. Successivamente, Elaina ricorda una storia d'amore proibito tra una principessa e un cuoco. Mirarose rivela di essere quella principessa, il cui fidanzato fu giustiziato dal re, suo padre. Questo evento la spinse a vendicarsi trasformandolo nel mostro e a cancellare i propri ricordi. Alla fine, Elaina decide di andarsene mentre Mirarose inizia a sprofondare nella follia eterna, immaginando di fare colazione con il suo fidanzato defunto e il loro figlio; le sue azioni l'hanno resa nota come "La principessa senza sudditi". |                  |         |
| 5  | Regia Celesteria 「王立セレステリア」 - Ōritsu Seresuteria | 30 ottobre 2020  |         |
| 5  | Elaina si imbatte in un libro che parla della sua maestra Fran e ricorda di quando visitò il Paese di Regia Celesteria sei mesi prima. Durante la sua permanenza a Regia Celesteria, Elaina osserva alcuni maghi che eseguono trucchi per intrattenere la folla. Successivamente, si dirige verso la Regia Accademia di Magia, dove le viene comunicato che l'accesso è vietato senza autorizzazione. Più tardi, mentre vola con la sua scopa, diversi studenti dell'accademia tentano di catturarla, ma senza successo. Dopo averli elusi per tutta la giornata, incontra la maestra Fran e scopre che quegli studenti sono suoi allievi. Durante il loro incontro, Fran spiega perché insegna all'accademia e rivela di aver scritto un romanzo durante i suoi viaggi, ma di aver perso il manoscritto. Il giorno seguente, Elaina assume il ruolo di docente speciale all'accademia, aiutando Fran a migliorare le abilità dei suoi studenti. In seguito, Fran ed Elaina discutono del futuro degli studenti di Regia Celesteria e si promettono di salutarsi alle porte della città. La mattina seguente, mentre Elaina cerca di partire senza aspettare Fran per evitare di sentirsi triste, la maestra e gli studenti arrivano per salutarla, facendo cadere petali dall'alto e regalando a Elaina un sorriso. Nel presente, Elaina nota quanto sia diventata popolare Fran, poiché nella città sono presenti statue e souvenir a lei dedicati.                                                                        |                  |         |
| 6  | Il Regno dei Sinceri 「正直者の国」 - Shōjiki mono no kuni | 6 novembre 2020  |         |
| 6  | Elaina arriva nel "Regno dei Sinceri", un Paese protetto da una barriera magica che impedisce a chiunque di mentire. Tuttavia, scopre presto che l'impossibilità di dire bugie ha spinto gli abitanti a trovare altri modi per ingannarsi a vicenda. Dopo aver esplorato il regno, Elaina si riunisce a Saya, una strega ormai esperta, inviata dall'Associazione dei Maghi Uniti per investigare sulla situazione. Le due vengono avvicinate da Eihemia, l'ex strega reale del regno, che spiega le circostanze: il re, disgustato dalle menzogne dei suoi sudditi, ordinò a Eihemia di creare la barriera magica utilizzando la spada reale, sacrificando però la propria voce. Per ripristinare l'ordine nel regno, il trio decide di infiltrarsi nel castello. Dopo un breve scontro con il re e le sue guardie, riescono a distruggere la spada, ripristinando così la capacità di mentire agli abitanti e restituendo la voce a Eihemia. In seguito, Eihemia riesce a convincere il re del suo errore, mentre Saya regala a Elaina una collana prima di separarsi. |                  |         |
| 7  | Il muro inciso dai viaggiatori 「旅人が刻む壁」 - Tabibito ga kizamu kabeLa fanciulla che pigia l'uva 「ぶどう踏みの少女」 - Budō fumi no shōjo | 13 novembre 2020 |         |
| 7  | Quando era bambina, Elaina lesse una storia su come Niké convinse i funzionari di un Paese diviso a permettere ai viaggiatori di incidere messaggi sul muro che separava i due regni. Nel presente, Saya si trova in quel Paese e riesce a convincere i funzionari a consentire anche agli abitanti di incidere delle frasi. Quando Elaina arriva nel Paese, scopre con sorpresa che il muro è stato abbattuto. Decidendo di commemorare questo cambiamento, sceglie un pezzo del muro che riporta parzialmente il messaggio di Saya. In un villaggio, un vecchio racconta al nipote la storia della nascita della Festa del Lancio dell'Uva. Spiega che il villaggio si è diviso in due a causa della rivalità nella preparazione del vino. Il capo del villaggio, desideroso di ottenere aiuto per pigiare l'uva, si rivolge a una strega venuta a fargli visita, la quale inizialmente è riluttante. Tuttavia, dopo essere stata insultata da Rosemary, una celebre ragazza immagine, accetta di intervenire. Successivamente, il capo e la strega scoprono che non è stata Rosemary a pigiare l'uva, ma i suoi collaboratori, mentre lei si limitava a comparire sulle etichette delle bottiglie di vino. Mentre gli abitanti del villaggio litigano tra loro, la strega beve del vino e finisce per ubriacarsi, iniziando a lanciare chicchi d'uva a tutti. Questo episodio segna l'origine del festival dedicato. Nel presente, si rivela che il vecchio uomo è il capo del villaggio e che si è sposato con Rosemary. |                  |         |
| 8  | Lo Sfregiatore 「切り裂き魔」 - Kirisaki ma | 20 novembre 2020 |         |
| 8  | Elaina arriva in un Paese dove le bambole sono molto popolari e sente un'altra strega chiedere agli abitanti se hanno visto lo Sfregiatore. Proprio mentre sta per andarsene, viene avvicinata dalla strega, che si presenta come Sheila. Dopo averle spiegato la situazione, Sheila chiede a Elaina di informarla nel caso scoprisse qualcosa di utile. Poco dopo, Elaina si imbatte in un negozio di bambole, ma rifiuta l'offerta della proprietaria di ricevere una bambola gratis. Si dirige quindi verso una locanda, dove trova una bambola nella sua stanza e decide di riporla nell'armadio. La mattina seguente, Elaina scopre che lo Sfregiatore le ha tagliato i capelli e decide di convocare Sheila. Durante le indagini, Elaina e Sheila notano che la bambola nell'armadio è sparita, lasciando solo alcuni capelli. Scoprono quindi l'esistenza di un'asta segreta e decidono di parteciparvi più tardi nella giornata. Quando finalmente vedono la bambola con i capelli di Elaina, quest'ultima la danneggia, facendo sì che la negoziante si riveli. Quando quest'ultima ammette di essere lo Sfregiatore, viene arrestata da Sheila ed Elaina. Dopo essersi separate, si scopre che Sheila è la mentore di Saya. Quando Saya apprende quanto accaduto, affronta con rabbia la negoziante. |                  |         |
| 9  | Una profondo dolore dal passato 「遡る嘆き」 - Sakanoboru nageki | 27 novembre 2020 |         |
| 9  | Ritrovandosi senza soldi nella città di Rostolf, Elaina accetta un lavoro da una strega di nome Estelle. Questa le racconta la triste storia di una sua amica, Selena, che ha perso i genitori per mano di un assassino ed è stata poi accolta da uno zio violento. Dopo essere impazzita e aver ucciso lo zio, Selena è stata giustiziata da Estelle. Quest'ultima chiede aiuto a Elaina per un incantesimo di viaggio nel tempo, con l'intento di tornare indietro di dieci anni e impedire la morte dei genitori di Selena. Elaina accetta e le due streghe viaggiano con successo nel passato. Tuttavia, mentre cercano di avvertire i genitori di Selena, vengono attaccate dall'assassino, che si rivela essere la stessa Selena. Quest'ultima rivela che anche i suoi genitori abusavano di lei e che non ha mai considerato Estelle come un'amica, spingendo così quest'ultima a ucciderla. Tornate al presente, Elaina scopre che Estelle ha rinunciato ai suoi ricordi di Selena per potenziare la sua magia. Questo lascia Elaina amareggiata, poiché si sente impotente per non essere riuscita a migliorare le cose. |                  |         |
| 10 | Le due maestre 「二人の師匠」 - Futari no shishō | 4 dicembre 2020  |         |
| 10 | Dopo aver ordinato a Saya di consegnare una scatola all'ufficio dell'Associazione dei Maghi Uniti nella città di Qunorts, Sheila si prepara a partire per la sua vacanza annuale con Fran. Durante il viaggio, le due ricordano la loro giovinezza come apprendiste di Niké. In quel periodo, litigavano frequentemente finché la loro maestra non le incaricò di catturare la Compagnia Curio, una banda di rapinatori che terrorizzava Qunorts. Tuttavia, i loro continui conflitti ostacolarono le indagini e finirono per essere catturate dai Curio. Alla fine, riescono a mettere da parte le loro divergenze e collaborano per sconfiggere la Compagnia Curio, diventando così streghe a tutti gli effetti. Nel presente, Sheila realizza che la scatola affidata a Saya apparteneva originariamente alla Compagnia Curio e cerca di contattare l'allieva. Nel frattempo, Elaina arriva a Qunorts. |                  |         |
| 11 | Le due apprendiste 「二人の弟子」 - Futari no deshi | 11 dicembre 2020 |         |
| 11 | Arrivata a Qunorts, Elaina legge un articolo che annuncia la scarcerazione della Compagnia Curio dopo vent'anni di prigionia. Nel frattempo, Saya giunge in città e incontra la capobanda, che tenta senza successo di rubarle la scatola. Successivamente, Saya si imbatte in sua sorella minore, Mina, che sta lavorando sotto copertura. La capobanda trova poi Elaina e lancia un incantesimo che provoca uno scambio di corpi tra Elaina e Saya. Mentre si trova nel corpo di Saya, Elaina apre la scatola, liberando una pozione d'amore che si diffonde rapidamente in tutta la città. Dopo essersi riunite, Elaina e Saya catturano i membri della Compagnia Curio per scoprire la posizione della loro leader. Quando finalmente la affrontano, ella si vanta dell'esistenza di altri membri in città che non sono stati catturati. Proprio in quel momento, Fran e Sheila arrivano per aiutare a ristabilire l'ordine. Il giorno seguente, Elaina e Saya tornano nei loro corpi originali. Prima che Sheila, Saya e Mina lascino la città, Elaina e Fran hanno una conversazione prima di prendere strade separate. Alla fine, Elaina decide di proseguire il suo viaggio. |                  |         |
| 12 | La storia di tutte le Streghe della Cenere 「ありとあらゆるありふれた灰の魔女の物語」 - Aritoarayuru arifureta hai no majo no monogatari | 18 dicembre 2020 |         |
| 12 | Elaina arriva in un Paese che sostiene di far avverare i desideri. Una volta entrata, nota che i luoghi presenti sono quelli che ha visitato in passato. Quando si reca al castello di Mirarose, scopre che ci sono molte versioni di se stessa. Durante un incontro, viene rivelato che una delle Elaina, quella violenta, ha attaccato tutte le altre. Poco dopo, si presenta la Elaina violenta. Quando la vera Elaina si chiede perché la Elaina violenta si comporti in quel modo, quest'ultima ammette di voler far provare a tutte loro lo stesso dolore che prova lei, poiché non è mai riuscita a superare ciò che è successo a Rostolf. Dopo una battaglia estenuante, la vera Elaina riesce a fare pace con la Elaina violenta. Tornate al castello, le diverse versioni di Elaina decidono di trasformare i loro diari in un libro intitolato La Strega Viaggiatrice. In seguito, Elaina si trova in un altro Paese dove incontra una ragazza di nome Amnesia e accidentalmente scambiano i loro libri dopo essersi involontariamente venute addosso. Alla fine, Elaina rivela che lei e Amnesia viaggeranno insieme in futuro. |                  |         |

## Accoglienza
La serie di light novel si è classificata al nono posto nella categoria tankōbon dell'edizione 2018 della guida annuale Kono light novel ga sugoi!, al sesto posto nell'edizione 2019 e di nuovo al sesto posto nell'edizione 2020.